# US 오픈컵

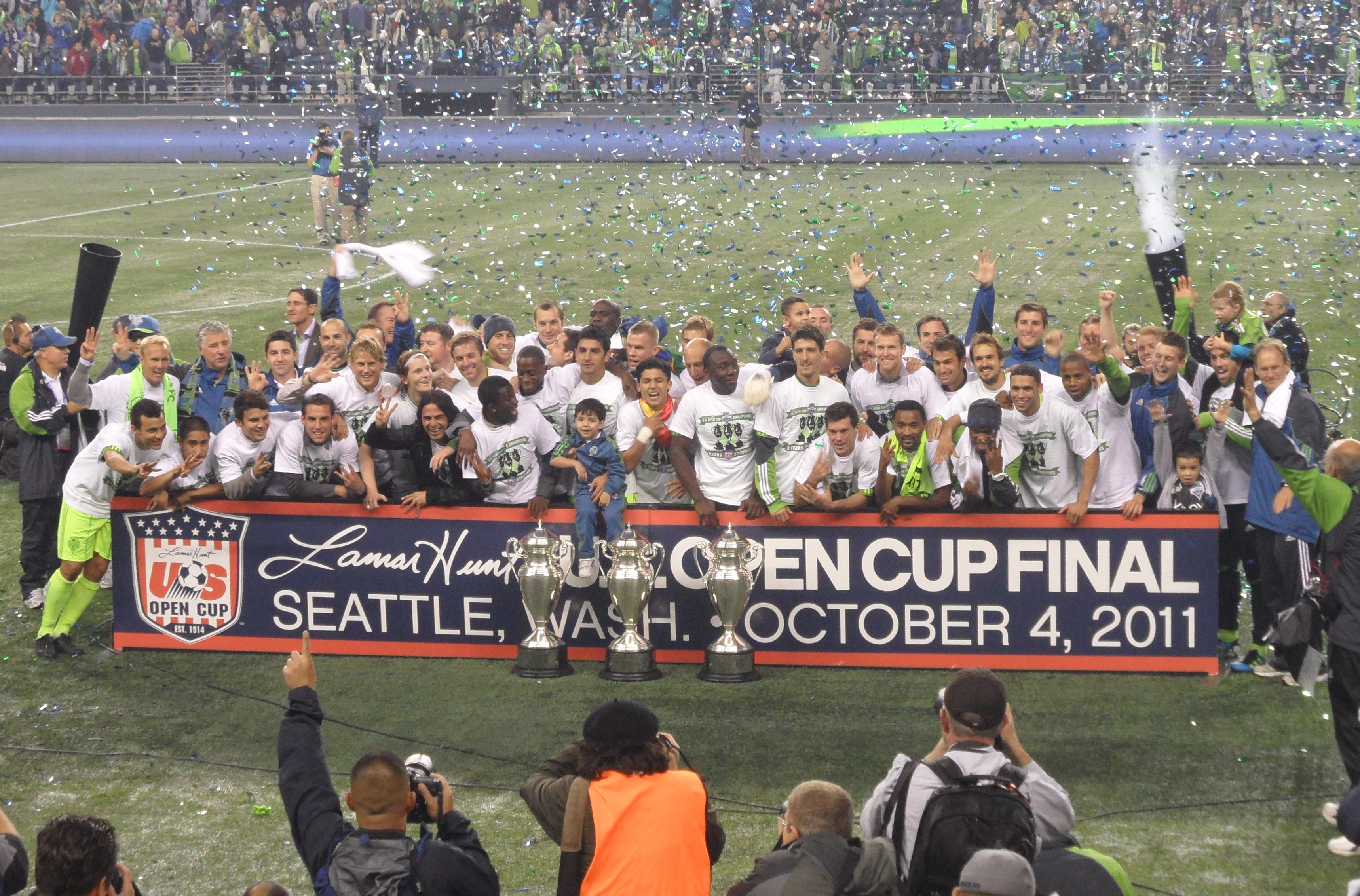

라마 헌트 US 오픈컵(Lamar Hunt U.S. Open Cup), 약칭 US 오픈컵(U.S. Open Cup)은 100개 팀이 참가하는 미국의 FA컵 성격의 대회로 우승자는 CONCACAF 챔피언스리그 출전권을 얻게 된다.

## 대회 명칭
1913-14시즌 내셔널 챌린지컵으로 시작하여 1990시즌부터 US 오픈컵을 사용하였다. 1999시즌부터 미국 축구 발전에 공헌한 라마 헌트를 기념하기 위해 그의 이름을 공식 대회명에 포함 시켰다.